# النضج
النضج هي فلسفة تعليمية لمرحلة الطفولة المبكرة تنظر إلى الطفل بوصفه كيانا متناميا وتعتقد أن دور التعليم يتمثل في دعم هذا النمو بشكل سلبي بدلاً من ملء الطفل بالمعلومات بشكل فعال، وتشير هذه النظرية إلى أن النمو والتطور يتطوران من داخل الكائن الحي، وتقوم أيضا على فكرة أن تطور المتعلم محكوم بجدول بيولوجي.

## النظرية
في عملية النضج، تؤدي العوامل الوراثية دورا أكبر في التنمية من العوامل البيئية، ولا سيما فيما يتعلق باكتساب اللغة. وهنا يكون تأثير الجينات الوراثية على التنمية أكبر من تأثير التنشئة والتجربة والتعلم، ويُعتقد ان جدول النضج الفطري هو ما سيفعله الطفل وفي أي وقت.
يرتبط النضوج بمفهوم المراحل الإنمائية، ويرى واضعو نظرية النضوج أنه يمكن وصف التسلسل العالمي والثابت للتنمية البشرية بأن التركيب الوراثي للفرد يحدد سرعة هذا النمو. وغالباً ما يكون مرتبطاً بعمل أرنولد جيزيل الذي قام، مع زملائه في عيادة نماء الطفل في جامعة ييل، برسم خريطة نماء آلاف الأطفال ووصف المعالم الإنمائية التي تحققت بتسلسل إنمائي.

## برامج النضوج
برامج التعلم القائمة على منظور النضج تركز عادة على مبادئ معينة من نظريات الديناميكية النفسية للتطور والفلسفة التعليمية التقدمية، وهي تستمد، على سبيل المثال، من عمل سيغموند فرويد كما ينعكس في تركيزها على التجارب المبكرة للتطور العاطفي والاجتماعي والمعرفي فيما بعد. وترد الأهداف أيضاً من الناحية العالمية والنوعية وغالباً ما ترتبط بتنمية الكفاءة وتقدير الذات، وهما عاملان يعتبران أساسيين في التنمية المعرفية والاجتماعية.